# Desa Gandasari (administrativ by i Indonesien, lat -6,39, long 107,73)
Desa Gandasari är en administrativ by i Indonesien.   Den ligger i provinsen Jawa Barat, i den västra delen av landet, 100 km öster om huvudstaden Jakarta.